# Dawn Hope
Dawn Hope (Londra, 1960) è un'attrice, cantante e ballerina inglese.
È nota soprattutto come interprete di musical nel West End di Londra e tra le sue numerose apparizioni si ricordano la prima produzione inglese de La piccola bottega degli orrori (Comedy Theatre, 1983), Piaf con Elaine Paige (Piccadilly Theatre, 1993) e Follies con Imelda Staunton (National Theatre, 2017).

## Filmografia parziale

### Cinema
- Come sposare la compagna di banco e farla in barba alla maestra (Melody), regia di Waris Hussein (1971)

### Televisione
- Casualty - serie TV, 3 episodi (2002-2004)
- Coronation Street - serie TV, 9 episodi (2012-2013)